# František Klapálek
František Klapálek (30. srpna 1863, Luže, Rakouské císařství – 3. února 1919, Praha, Československo) byl český entomolog, první předseda České společnosti entomologické a její zakládající člen.

## Život
František Klapálek se narodil v roce 1863 v Lužích (dnes okres Chrudim, Pardubický kraj). Po skončení základní školy vystudoval gymnázium v Litomyšli, později studoval přírodní vědy na Karlově univerzitě. V entomologii se věnoval hlavně řádu chrostíci (Trichoptera), síťokřídlí (Neuroptera) a brouci (Coleoptera). Spolu s dalšími 19 entomology byl zakládajícím členem České společnosti entomologické, která byla založena dne 17. ledna roku 1904 v Praze. Stal se prvním předsedou této společnosti. Do funkce místopředsedy byl tehdy zvolen Napoleon Manuel Kheil. Jako významný znalec hmyzu byl známý po celém světě. Byl autorem prvního českého překladu knihy Charlese Darwina: O původu druhů Zemřel roku 1919 v Praze - Karlíně.

## Dílo
- Dodatky ku seznamu českých Trichopter za rok 1892 a 1893. 1894. 8 pp.
- XLIII. Beiträge zur Kenntnis der böhmischen Hydroptiliden. 1894. 10 pp.
- XX. Descriptions of a new species of Raphidia, L., and of three new species of Trichoptera from the Balkan Peninsula, with critical remarks on Panorpa gibberosa, McLach. 1894. 7 pp.
- Dodatky ku seznamu českých Trichopter za rok 1894 až 1897. 1897. 9 pp.
- X. Příspěvek ku znalosti vývoje českých Hydroptilid. 1897. 16 pp.
- Bemerkungen über die Trichopteren- und Neuropteren-Fauna Ungarns. 1899. 17 pp.
- Beiträge zur Kenntnis der Trichopteren- und Neuropteren-fauna von Bosnien und der Hercegovina. 1900. 14 pp.
- Plekopterologické studie. 1900. 2 tabule, 34 pp.
- O nových a málo známých druzích palearktických Neuropteroid. 1901. 19 pp.
- O morfologii kroužků a přívěsků pohlavních u trichopter. 1902. 2 tabule, 39 pp.
- Zur Kenntniss der Neuropteroiden von Ungarn, Bosnien und Herzegovina. 1902. 20 pp.
- Ueber drei wenig bekannte Micrasema-Arten und eine neue Oecetis. 1903. 8 pp.
- Plecopteren und Ephemeriden aus Java. 1905. 5 pp.
- Příspěvek k rodu Rhabdiopteryx Klp. 1905. 5 pp.
- Ecclisopteryx Dziedzielewiczi n. sp. 1906. 4 pp.
- Beitrag zur Kenntnis der Gattung Pteronarcys Newman. 1907. 13 pp.
- Příspěvek k znalosti zvířeny chrostíků a jepic Vých. Karpat. 1907. 12 pp.
- Über die Arten der Unterfamilie Perlinae aus Japan. 1907. 18 pp.
- Larva a pouzdro Thremma gallicum Mc Lachl. 1908. 5 pp.
- Die Neoperla-Arten aus Java. Note III. Ueber die Neoperla-Arten aus Java. 1909. 14 pp.
- Pseudoneuroptera. 3. Plecoptera. Wissenschaftliche Ergebnisse der schwedischen zoologischen Expedition nach dem Kilimandjaro, dem Meru und den umgebenden Massaisteppen Deutsch-Ostafrikas, 1905–1906, unter Leitung von Prof. Dr. Yngve Sjöstedt. 1909. 6 pp.
- Vorläufiger Bericht über exotische Plecopteren. Wiener Entomologische Zeitung, 1909. 28: pp; 215 ‐ 232.
- Über die Neoperla‐Arten aus Java. Notes Leyden Museum, 1910. 33 pp; 219 ‐ 222.
- Plecoptera norvegica. Kritisches Verzeichnis der bisher in Norwegen sichergestellten Plecopteren-Arten. 1912. 13 pp.
- Jepice. Praha : Vilímek, 1918.
- Plécoptères nouveaux. Annales de la Société Entomologique de Belgique, 1921. 61: 57 ‐ 67, 146 ‐ 150, 320 ‐ 327.
- Plécoptères II. Fam. Perlidae. 1923.
- Ze života hmyzu. 1924. 341 obr., 20 bar. tabulí, 436 pp.